# Franziskanerinnenkloster Dillingen an der Donau

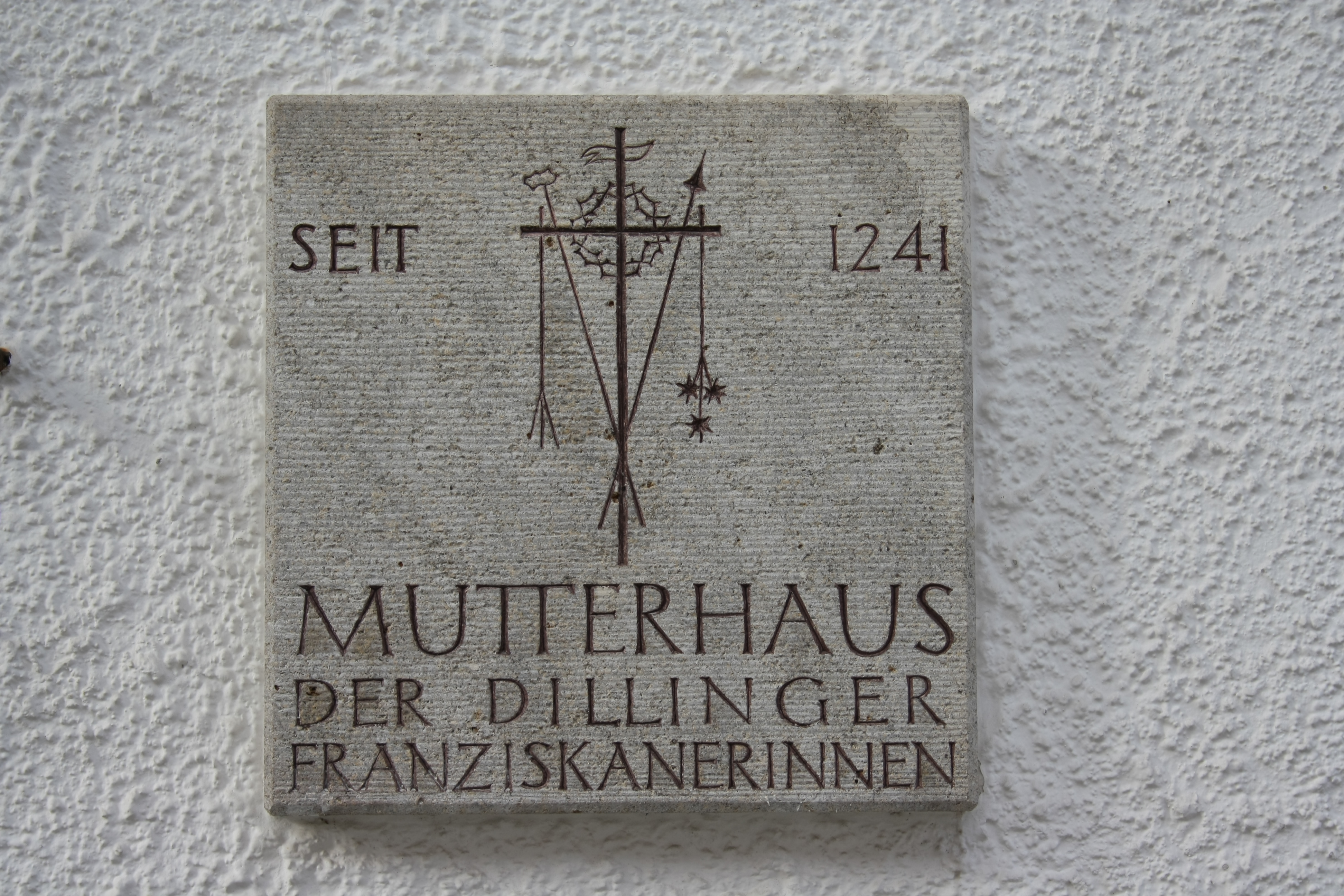
Wappen des Klosters an der Pforte des Mutterhauses in Dillingen an der Donau

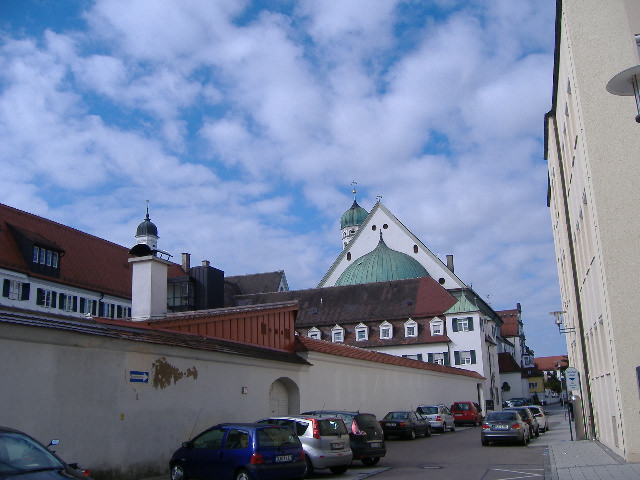
Kloster mit Klostermauer und Stadtpfarrkirche im Hintergrund

Das Franziskanerinnenkloster Dillingen ist das Mutterhaus der Dillinger Franziskanerinnen in Dillingen an der Donau in Bayern in der Diözese Augsburg.

## Geschichte
Der Ursprung der Kongregation und des Klosters liegt in der ersten Hälfte des 13. Jahrhunderts. 1241 ist urkundlich belegt, dass Graf Hartmann IV. von Dillingen und sein Sohn Hartmann, der 1250 bis 1286 Bischof von Augsburg war, einer bestehenden Beginengemeinschaft ein Stück Wiese und einen Krautgarten stifteten. Das Gebäude war unmittelbar an die Stadtmauer gebaut.
Über Jahrhunderte lebten zwischen 20 und 30 Schwestern in dem Kloster, das eine wechselvolle Geschichte hatte. 1438 brannte das Gebäude vollständig nieder, der anschließende Wiederaufbau dauerte fast 30 Jahre. Im 18. Jahrhundert wurde das Kloster im Barockstil renoviert und erhielt eine eigene Klosterkirche. Diese erbaute Johann Georg Fischer, der auch den Westflügel des Klosters plante.
Das Klostergebäude fiel 1803 nach Enteignung der Schwestern an den Deutschen Orden. 1805 kam es an das Kurfürstentum Bayern und die Gemeinschaft sollte im Zuge der Säkularisation aufgelöst werden. Die Franziskanerinnen durften aber weiterhin im Kloster wohnen, weil sie die Mädchenschule betreuten. 1829 wurden wieder Novizinnen aufgenommen. Seit 1843 wurden zahlreiche Filialen im ganzen süddeutschen Raum gegründet, das Gebäude in Dillingen blieb das Generalmutterhaus der Kongregation der Dillinger Franziskanerinnen. Die Kongregation ist heute in Süddeutschland, den USA, Brasilien und Indien vertreten und hat etwa 640 Mitglieder. Das Mutterhaus wurde 2005 vollständig saniert, da es durch ständige Aufstockung zu statischen Problemen kam, zumal die mittelalterliche Stadtmauer seit dem Wiederaufbau 1438 in das Gebäude integriert ist.